# Aleksandrs Jackevičs
Aleksandrs Jackevičs, född den 25 mars 1958 i Dobele, Lettland, är en sovjetisk judoutövare.
Han tog OS-brons i herrarnas mellanvikt i samband med de olympiska judotävlingarna 1980 i Moskva.